# Conseil européen extraordinaire des 30 et 31 mai 2022
Les échanges des dirigeants de l'Union européenne réunis lors du Conseil européen extraordinaire des 30 et 31 mai 2022 ont porté en priorité sur l'invasion de l'Ukraine par la Russie et ses conséquences, la sécurité alimentaire, la politique de sécurité et de défense de l'UE, et l'approvisionnement énergétique de l'UE.

## Ukraine
Les dirigeants européens renouvellent leur condamnation de la « guerre d'agression menée par la Russie contre l'Ukraine ». Ils demandent à la Russie de « retirer immédiatement et sans condition toutes ses troupes et tous ses équipements militaires de la totalité du territoire de l'Ukraine à l'intérieur de ses frontières reconnues au niveau international ».
Le Conseil européen appelle aussi à ce que la Russie cesse « immédiatement ses attaques sans discrimination contre des civils et des infrastructures civiles ». Il soutient les enquêtes en cours sur les crimes de guerre, et  les travaux intensifs menés par le procureur de la Cour pénale internationale dans ce domaine.
Les dirigeants se sont accordés sur un sixième train de sanctions contre la Russie qui couvre le pétrole brut ainsi que les produits pétroliers livrés dans les États membres depuis la Russie, à l'exception temporaire du pétrole brut livré par oléoduc. Ils demandent que le Conseil le finalise et l'adopte sans délai,.
Les dirigeants confirment que l'Union européenne continuera d'apporter un soutien humanitaire, financier et militaire à l'Ukraine.

## Sécurité alimentaire
Le Conseil européen condamne fermement la destruction et l'appropriation illégale par la Russie de la production agricole en Ukraine, qui ont un impact direct sur la sécurité alimentaire et le caractère abordable des denrées alimentaires dans le monde.
C'est pourquoi les Européens appellent « la Russie à mettre un terme à ses attaques sur les infrastructures de transport en Ukraine, à lever le blocus des ports ukrainiens sur la mer Noire et à autoriser les exportations de denrées alimentaires, en particulier depuis Odessa ». Afin de limiter les effets de ce blocus, le Conseil européen « invite les États membres à accélérer les travaux sur les "corridors de solidarité" proposés par la Commission et à faciliter les exportations de denrées alimentaires en provenance d'Ukraine via différentes voies terrestres et différents ports de l'UE ».

## Sécurité et défense
Pour les dirigeants européens, une « Union européenne plus forte et plus capable dans le domaine de la sécurité et de la défense contribuera positivement à la sécurité globale et transatlantique et est complémentaire à l'OTAN, qui reste le fondement de la défense collective pour ses membres ». Sur le plan concret, le Conseil européen appelle au renforcement de la coopération programmatique et industrielle entre ses membres dans le domaine de la défense.

## Énergie
Le Conseil européen appuie le plan REPowerEU, présenté par la Commission, visant à réduire rapidement la dépendance aux combustibles fossiles russes et à accélérer la transition énergétique.

## Sources

#### Documents de l'UE
- « Conseil européen extraordinaire, 30-31 mai 2022 », sur Consilium, 31 mai 2022.
- « Conclusions du Conseil européen sur l'Ukraine - 30-31 mai 2022 », sur Consilium, 31 mai 2022.

#### Articles et autres documents
- Virginie Malingre et Jean-Pierre Stroobants, « Malgré les réticences de la Hongrie, l’Union européenne s’accorde à l’arraché sur un embargo sur le pétrole russe », Le Monde,‎ 31 mai 2022 (lire en ligne ).
- Anne Rovan, « L'Europe va se couper de 90 % du pétrole russe dès début 2023 », Le Figaro,‎ 31 mai 2022 (lire en ligne ).

## Compléments